# AdventureRooms
AdventureRooms es un juego de escape o escapismo (en inglés "escape game") creado en marzo del 2012 como proyecto escolar por Gabriel Palacios, profesor de física en Berna y presidente de las Olimpiadas de Física de Suiza.
Se considera uno de los pioneros del nuevo concepto de juego y es uno de las marcas más conocidas y con más juegos instalados en el mundo.
Sus mayores influencias son los videojuegos de aventura de los años noventa y experimentos científicos.
El carácter científico distingue a AdventureRooms de otros juegos similares. Además, AdventureRooms introdujo la modalidad de "duelos", en los que dos equipos compiten el uno con el otro al mismo tiempo en el mismo juego.
Esto permite un número de participantes más amplio que juegos similares y es utilizado como actividad de team building por empresas.
En 2013 AdventureRooms empezó a ofrecer un sistema de franquicias, lo que supuso un crecimiento muy rápido alrededor del mundo.
La compañía se hizo famosa en 2014 por destronar durante medio año los Niagara Falls en Canadá y el Partenón del primer puesto como atracciones más populares en Canadá y Grecia, respectivamente, en la página web TripAdvisor, hasta que esta compañía cambió las reglas de sus listas.
En julio de 2016 había 33 centros activos de AdventureRooms: En Suiza, Berna (centro fundacional, 4 juegos), Zúrich (2 juegos), Lucerna (3 juegos), Davos (1 juego) y Chur (2 juegos), en Alemania, Colonia (1 juego), Dresde (3 juegos) y Munich (2 juegos), en Austria, Viena (2 juegos), en Italia, Florencia (2 juegos), Bologna (1 juego),  Pavia (2 juegos), Perugia (3 juegos), Pisa (2 juegos) y Catania (2 juegos), en España, Palma de Mallorca (2 juegos) y Madrid (2 juegos), en Irlanda, Dublin (2 juegos), en Oslo, Noruega (3 juegos), en Chipre, Nicosia (2 juegos), en Grecia, Atenas (4 juegos), en Estonia, Tallinn (3 juegos), en Catar, Doha (2 juegos), en EE. UU., Connecticut (3 juegos), New Jersey (2 juegos) y Massachusetts (2 juegos), en Canadá, Kitchener (3 juegos) y Niagara Falls (2 juegos), en Australia, Adelaide (3 juegos), en Francia, Toulon (2 juegos), Pau (2 juegos) y Toulouse (2 juegos) y en Perú, Lima (2 juegos).
La media de éxito (escape) es de un 20%.